# Arbëria
 (mars 2016).
Si vous disposez d'ouvrages ou d'articles de référence ou si vous connaissez des sites web de qualité traitant du thème abordé ici, merci de compléter l'article en donnant les références utiles à sa vérifiabilité et en les liant à la section « Notes et références ».
Arbëria, ou principauté d'Arbëria, est une région historique située au milieu de l'Albanie.

## Extension
La principauté d'Arbëria s'étendait sur les districts centraux de l'actuelle Albanie. La capitale était Krujë. Du XIe au XIIe siècle, le territoire de la principauté se cantonnait à l'espace entre les rivières  Devoll et Shkumbin, sans accès à la mer. À la fin du XIIe siècle Progon (en) prit possession de la forteresse de Krujë et des environs, et les transmit à sa descendance. Après la mort de Dimitri Progoni (en) en 1215, sa veuve Komnena Nemanjić épouse Grégoire Kamonas (en), étendant le territoire de la principauté à Elbasan, également en Albanie centrale.
La principauté a bénéficié de la proximité avec la via Egnatia où transitaient les richesses de la civilisation byzantine.

## Histoire
La fondation d'Arbëria remonte au Moyen Âge, vers 1190, sous l'archon Progon. Les fils de Progon, Gjin et Dimitri, ont développé la principauté puis, en l'absence de descendants, la principauté est passée sous l'autorité de Grégoire Kamonas puis de Golem jusqu'à sa dissolution en 1255.
Arbëria était une principauté autonome vassale de l'empire byzantin puis du Despotat d'Épire.
Ses dirigeants successifs ont été :
- Progon (en) (1190–1198),
- Gjin Progoni (en) (1198–1208),
- Dimitri Progoni (en) (1208–1216),
- Grégoire Kamonas (en) (1216–?),
- Golem de Kruja (en) (fl. 1252–1255).

La principauté passe en 1255 sous le contrôle de l'empire de Nicée qui nomme 
Constantin Chabaron (en) gouverneur provincial en 1256-1257
mais des révoltes (en) ont lieu en 1257–1259 puis en 1260–1270 en faveur du Despotat d'Épire.